# Isla Caldwell
La Isla Caldwell es un islote en el país sudamericano de Ecuador, localizado en el océano Pacífico y que hace parte del archipiélago y parque nacional de las Islas Galápagos. Posee una superficie de 22,8 hectáreas (0,22 kilómetros cuadrados) estando a 88 kilómetros del centro del grupo de las Galápagos, siendo la isla principal más cercana la de Floreana o Santa María.